# كريستا سيجفريد
كريستا سيجفريد (بالفنلندية: Krista Siegfrids)‏ (4 ديسمبر 1985 في فنلندا – )؛ هي مغنية ومقدمة تلفزيون فنلندية. مثلت فنلندا في مسابقة الأغنية الأوروبية لسنة 2013 بأغنية (Marry Me) "تزوجيني"، وبنهاية عرضها في السويد قامت بتقبيل فتاة أخرى كنوع من الدعم للمثلية الجنسية.

## وصلات خارجية
- كريستا سيجفريد على موقع IMDb (الإنجليزية)
- كريستا سيجفريد على موقع ميوزك برينز (الإنجليزية)
- كريستا سيجفريد على موقع أول ميوزيك (الإنجليزية)
- كريستا سيجفريد على موقع ديسكوغز (الإنجليزية)
- كريستا سيجفريد على موقع قاعدة بيانات الفيلم (الإنجليزية)

- الموقع الرسمي